# Calyptis semicuprea
Calyptis semicuprea är en fjärilsart som beskrevs av Walker 1857. Calyptis semicuprea ingår i släktet Calyptis och familjen nattflyn. Inga underarter finns listade i Catalogue of Life.